# Nord 4200
Le Nord 4200 était un projet d'avion de combat à décollage et atterrissage vertical, conçu en 1960 par la société nationalisée Nord-Aviation.